# Aldarkhaan (Zavkhan)
Le sum d'Aldarkhaan (mongol : ᠠᠯᠳᠠᠷᠬᠠᠨ
ᠰᠤᠮᠤ, cyrillique : Алдархаан сум, MNS : Aldarkhaan sum) est situé dans l'aïmag (ligue) de Zavkhan, en Mongolie. Sa population était de 2 090 habitants en 2010.